# Xpujil
La città di Xpujil è a capo del comune di Calakmul, stato di Campeche, Messico. Conta 3 222 abitanti secondo le stime del censimento del 2005 e le sue coordinate sono 18°30′N 89°23′W.

## Fonte
- INEGI: Instituto Nacional de Estadística, Geografía e Informática